# Ballyhale Shamrocks GAA
Ballyhale Shamrocks est un club sportif de l’association athlétique gaélique (GAA) situé dans la paroisse de Ballyhale dans le comté de Kilkenny. Le club a été fondé en 1972 et se consacre principalement à la pratique du hurling. Ballyhale Shamrocks est, avec neuf titres de champion d'Irlande des clubs, le club de hurling le plus titré d'Irlande. Son dernier sacre remonte à la saison 2022-2023.

## Histoire

### Le commencement
Les sports gaéliques sont pratiqués à Ballyhale bien avant la création du club en 1972. Auparavant la pratique de ces sports avait pour cadre le Knockmoylan GAA disparu en 1959. Deux clubs avaient alors pris le relai, Ballyhale GAA et Knocktopher GAA mais ils étaient à bout de souffle au début des années 1970 et étaient menacés de fermeture. Les deux clubs décident alors de fusionner sous la dénomination de Ballyhale Shamrocks. Le shamrock devient le symbole du club. Il est accompagné de trois initiales K, B, K, l'initiale des trois clubs qui ont existé dans la paroisse.
Le succès sportif est immédiat. Dès 1973, Ballyhale Shamrocks remporte le titre de champion de Kilkenny chez les juniors puis celui des Espoirs en 1974 ce qui lui donne le droit de disputer l'année suivante le championnat senior du Comté.

### Les premiers succès
Après quatre saisons de présence dans le championnat de Kilkenny, les Ballyhale Shamrocks accèdent à la finale du championnat et doivent affronter le champion en titre Fenians GAA. Ballyhale remporte le match 0-15 à 0-10 et donc le titre de champion du Kilkenny à peine 6 ans après sa création. Le conte de fée continue ensuite par le gain du premier titre de champion provincial, le Leinster, en battant en finale les champions de Dublin, Crumlin GAA 1-13 à 1-6. Le club se qualifie ainsi pour la toute première fois pour le championnat d'Irlande des clubs. Il est alors éliminé dès les demi-finales par le Blackrock GAA représentant le Munster sur le score serré de  5-7 à 5-5.
Ballyhale remporte l'année suivant le championnat de Kilkenny. Il renouvelle sa performance pour la troisième fois consécutivement en 1980 en battant en finale Muckalee-Ballyfoyle Rovers GAA. Cette victoire lui ouvre la possibilité de disputer le championnat du Leinster, qu'il remporte en battant le champion d'Offaly le Coolderry GAA sur le score de 3-10 à 1-8. C'est le deuxième titre au niveau provincial en trois années. Le Championnat d'Irlande devient l'objectif du club. Après avoir battu Ballycastle McQuillan GAC les champions de l'Ulster en demi-finale, Ballyhale doit affronter les champions du Munster en finale, St. Finbarr's GAA. Après un match disputé, Ballyhale remporte son premier titre national sur le score de 1-15 à 1-11.
Le club ainsi trois années fastes qui le font entrer parmi les clubs qui comptent en Irlande.

### La domination sur le Comté de Kilkenny
Entre 1983 et 1991, les Ballyhale Shamrocks exercent une véritable domination sur le hurling dans le Comté de Kilkenny. Il remporte à six reprises le titre et termine à trois reprises à la deuxième place. Le club est donc absent de la finale uniquement en 1990. Au niveau provincial, Ballyhale atteint à trois reprises la finale pour deux victoires en 1984 et 1990.
Ces deux victoires sont suivies de deux parcours parfaits en championnat d'Irlande. En 1984, Ballyhale affronte Gort GAA, le champion du Connacht. Il l'emporte après un match très disputé puisqu'après un match nul, il faut une deuxième rencontre pour les départager : 1–10 à 0–7.
Le club remporte une nouvelle fois le titre du Kilkenny en 1985 puis doit patienter jusqu'en 1988 pour renouer avec la victoire. Ce titre marque le début de 3 années particulièrement fastes avec trois titre de champion de Comté (1988, 1989 et 1991) un titre de champion provincial en 1989 et une victoire dans le championnat irlandais en 1990. Cette année-là, le club rencontre le champion de Limerick, le Ballybrown GAA, pour le titre national. Ballybrown commence le match en menant de six points mais à partir de la 24e minute, Ger Fennelly remet son équipe en ordre de marche en marquant un but. Le reste du match n'est qu'un long chassé-croisé remporté par Ballyhale sur le score de 1-16 à 0-16. C'est le troisième titre All Ireland du club.
À partir de 1995 le club traverse une période noire, étant même relégué des compétitions Senior entre 1995 et 1997.

### Les glorieuses années 2000
Les années 2000 marque la période de gloire des Ballyhale Shamrocks. Après les heures fastes sous la conduite de Ger Fennelly, une nouvelle génération de joueurs arrive sous l'impulsion donnée par l'éclosion de Henry Shefflin, un des plus grands joueurs de hurling de tous les temps.
Le déclic date de 2005, année où après trois demi-finale perdues en championnat du Kilkenny, Ballyhale se qualifie à nouveau pour la finale. La défaite 1-18 à 2-12 marque le début d'une période particulièrement faste : quatre titres consécutifs de Kilkenny. C'est la toute première fois qu'un club de hurling remporte le championnat de Kilkenny quatre années de suite.
Cette supériorité se retrouve aussi au sein du championnat du Leinster que Ballyhale remporte à trois reprises en 2006, 2008 et 2009.
Ballyhale est donc en position favorable pour disputer le championnat d'Irlande. En 2007, Ballyhale écarte en demi-finale le champion du Munster Toomevara GAA avant d'affronter en finale Loughrea Hurling Club représentant le Comté de Galway. Sous l'impulsion des frères T. J. Reid et Eoin Reid et de Shefflin, Ballyhale l'emporte largement sur le score de 3–12 à 2–8.
Deux années plus tard, Ballyhale se hisse de nouveau en demi-finale et doit affronter Portumna GAA, le champion du Connacht, qui reste sur deux victoires nationales en trois ans. Malgré les 35 points marqués en 4 matchs par Shefflin, Ballyhale s'incline contre le grand favori 1–16 – 5–11.
2010 est l'année de la revanche. La finale du All-Ireland oppose de nouveau Ballyhale et Portumna. Les hommes de Kilkenny l'emportent cette fois 1–19 – 0–17 grâce à neuf points de Shefflin et des trois frères Reid.
Il faut ensuite attendre 2015 pour voir Ballyhale revenir au sommet du hurling irlandais,. Après avoir remporté son huitième titre de champion du Leinster et ainsi devenir le club le plus titré de la province, Ballyhale bat Gort GAA en demi-finale pour rencontrer Kilmallock GAA en finale. Les hommes de Kilkenny remportent brillamment le match sur le score de 1-18 - 1-6.

## Joueurs importants
Les nombreuses victoires des Ballyhale Shamrocks ont bien entendu attiré les regards des sélectionneurs du Kilkenny GAA, l'équipe représentant le Comté de Kilkenny dans les rencontrent inter-comtés.
Vingt et un joueurs du club ont remporté le championnat d'Irlande de hurling sous les couleurs de Kilkenny. Sept d'entre eux ont été le capitaine de ces équipes victorieuses.
- Dexter Aylward - 1922
- Jimmy Walsh - 1932, 1933, 1935, 1939
- Bill Walsh - 1947, 1957
- Denis Heaslip - 1957, 1963
- Pat Carroll - 1967
- Frank Cummins - 1967, 1969, 1972, 1974, 1975, 1979, 1982, 1983
- Ger Fennelly - 1974, 1975, 1979, 1982, 1983
- Kevin Fennelly - 1975, 1979
- Ritchie Reid - 1979
- Frank Holohan - 1982, 1983
- Liam Fennelly - 1982, 1983, 1992
- Paul Phelan - 1992, 1993
- Henry Shefflin - 2000, 2002, 2003, 2006, 2007, 2008, 2009, 2011, 2012, 2014
- Aidan Cummins - 2000, 2002, 2003
- James "Cha" Fitzpatrick - 2006, 2007, 2008, 2009 + 2011
- Eoin Reid - 2006, 2007, 2008, 2009
- Michael Fennelly - 2006, 2007, 2008, 2009, 2011, 2012, 2014, 2015
- T. J. Reid - 2007, 2008, 2009, 2011, 2012, 2014, 2015
- Colin Fennelly - 2011, 2012, 2014, 2015
- Joseph Holden - 2014, 2015
- Ritchie Reid - 2014, 2015

Sept joueurs ont été sélectionnés parmi l'équipe All-Star qui regroupe chaque année les quinze meilleurs joueurs d'Irlande.
- Henry Shefflin en 2000, 2002, 2003, 2004, 2005, 2006, 2007, 2008, 2009, 2011 et 2012
- Liam Fennelly en 1983, 1985, 1987 et 1992
- James 'Cha' Fitzpatrick en 2006, 2007, et 2008
- TJ Reid en 2012 et 2014
- Ger Fennellyen 1983
- Michael Fennelly en 2010
- Colin Fennelly en 2014

Deux joueurs ont été élus meilleur joueur de l'année :
- Henry Shefflin en 2002, 2006 et 2012
- Michael Fennelly en 2011

James "Cha" Fitzpatrick a été nommé meilleur espoir de l'année en 2006.

## Palmarès

### En hurling
- Championnat d'Irlande des clubs de hurling : 9
  - Champion en 1981, 1984, 1990, 2007, 2010, 2015, 2019, 2020 et 2023
  - Finaliste en 1978 et 2022
- Championnat du Leinster des clubs de hurling : 12
  - Vainqueur en 1978, 1980, 1983, 1989, 2006, 2008, 2009, 2014, 2018 et 2019
  - Finaliste en 1988 et 1991
- Championnat du Kilkenny des clubs de hurling : 20
  - Vainqueur en 1978, 1979, 1980, 1982, 1983, 1985, 1988, 1989, 1991, 2006, 2007, 2008, 2009, 2012, 2014, 2018, 2019, 2020, 2021 et 2022
  - Finaliste en 1984, 1986, 1987, 2005, 2011, 2016 et 2023

### En football gaélique
- Championnat du Kilkenny des clubs de football : 3
  - Vainqueur en 1979, 1980 et 1982
  - Finaliste en 1994